# Дзета Феникса
Дзе́та Фе́никса (ζ Phoenicis, ζ Phe) — звезда спектрального класса B главной последовательности в созвездии Феникса. Видна невооружённым глазом. Оценка расстояния от звезды до Солнца, полученная при измерении параллакса спутником Hipparcos, составляет около 300 световых лет (92 пк).
Дзета Феникса является затменной двойной переменной звездой типа Алголя. Состоит из двух звёзд, обращающихся друг вокруг друга; когда одна из звёзд проходит перед другой, то закрывает путь части излучения второй звезды. Таким образом, видимая звёздная величина колеблется от 3,9 до 4,4 с периодом 1,66977 суток (орбитальный период).
Весьма вероятно, что данная звёздная система содержит четыре компонента: ещё две звезды с видимыми звёздными величинами 7,2 и 8,2 находятся на угловых расстояниях 0,8 и 6,4 угловой секунды от главной двойной звезды. Звезда-компаньон, находящаяся на расстоянии 6,4 угловой секунды, называется Дзета Феникса C и представляет собой звезду главной последовательности спектрального класса A или F. Была определена предварительная орбита, период обращения составляет около 210 лет, эксцентриситет равен 0,35.